# Радіаційний баланс
Радіаці́йний бала́нс земно́ї пове́рхні — алгебраїчна сума потоків радіації в певному об'ємі, або на певній поверхні, тобто різниця між поглинутою радіацією і ефективним випромінюванням цієї поверхні. Річні його величини в цілому для Землі додатні. Один з кліматотворних факторів, найважливіша характеристика фітоклімату посівів та умов їх фотосинтезу.

## Складові частини
Для земної атмосфери радіаційний баланс складається з додатної частини — поглиненої прямої (S') і розсіяної сонячної радіації (D), а також поглиненого довгохвильового випромінювання (інфрачервоного) земної поверхні, і видаткової частини — втрати тепла за рахунок довгохвильового випромінювання атмосфери в напрямку до земної поверхні (так зване противипромінювання атмосфери) й у світовий простір. Додатна частина радіаційного балансу підстильної поверхні складається з поглинутої підстильної поверхнею прямої і розсіяної сонячної радіації, а також поглиненого противипромінювання атмосфери. Видаткова частина складається з втрати тепла підстильної поверхнею за рахунок власного теплового випромінювання.
Формула радіаційного балансу (елементи у Вт/м²):
B = (S' + D — R) — (Eз — b·Ea) = Q·(1-Ak) — Eеф
- B — радіаційний баланс;
- S' — пряме сонячне випромінення;
- D — розсіяна сонячна радіація;
- R — відбита сонячна радіація
- Q — сумарна сонячна радіація;
- Eз — випромінення земної поверхні;
- Ea — противипромінювання атмосфери;
- b — коефіцієнт поглинання підстильної поверхні;
- Ak — альбедо підстильної поверхні;
- Eеф — ефективне випромінювання підстильної поверхні.

## Фактори
Радіаційний баланс залежить від висоти сонця над горизонтом, що обумовлено часом доби, порою року, географічною широтою, а також від альбедо земної поверхні, прозорості атмосфери, хмарності.

## Динаміка
Вдень радіаційний баланс позитивний, вночі — негативний. Зміна знаку радіаційного балансу на протилежний відбувається приблизно через годину після сходу сонця і за годину до його заходу. Позитивний радіаційний баланс означає надлишок тепла на поверхні землі, який компенсується відтоком енергії у вигляді турбулентних потоків і теплопроводності, витрати тепла на фазові переходи. Від'ємний баланс означає недостачу тепла, що поповнюється потоком енергії з атмосфери та з глибин ґрунту або води. Значення радіаційного балансу, його просторова гетерогенність визначає області прогрівання або охолодження повітря над поверхнею, що впливає на режим атмосферної циркуляції.

## Вимірювання
Радіаційний баланс в польових умовах вимірюють за допомогою балансоміра конструкції Ю. Д. Янишевського, що складається з двох платівок (приймачів радіації), встановлених горизонтально: перша — до зеніту, друга — до земної поверхні. Внаслідок різниці радіації, що падає на пластинки, створюється різниця температури, що породжує електричний струм, що реєструється гальванометром.

## Значення
Радіаційний баланс є складовою частиною теплового балансу атмосфери і підстильної поверхні. На Землі радіаційний баланс коливається в широких межах: найбільші його значення — в тропічних океанах (до 1 кВт/м²), найменші — в глибинних районах Антарктиди (цілий рік негативні).